# Cantonul Mer
Cantonul Mer este un canton din arondismentul Blois, departamentul Loir-et-Cher, regiunea Centru, Franța.

## Comune
- Avaray
- La Chapelle-Saint-Martin-en-Plaine
- Courbouzon
- Cour-sur-Loire
- Lestiou
- Maves
- Menars
- Mer (reședință)
- Mulsans
- Suèvres
- Villexanton